# Campeonato Mundial de Waterpolo Masculino de 2009
El XIII Campeonato Mundial de Waterpolo Masculino se celebró en Roma (Italia) entre el 19 de julio y el 2 de agosto de 2009 dentro del XIII Campeonato Mundial de Natación. El evento fue organizado por la Federación Internacional de Natación (FINA) y la Federación Italiana de Natación.
Los partidos se realizaron en las piscinas instaladas en el recinto del Foro Itálico de la ciudad italiana. Participaron en total 16 selecciones nacionales divididas en 4 grupos.

## Grupos
| Grupo A   | Grupo B    | Grupo C    | Grupo D        |
| --------- | ---------- | ---------- | -------------- |
| Sudáfrica | Montenegro | Kazajistán | Estados Unidos |
| Canadá    | Croacia    | Serbia     | Macedonia      |
| Alemania  | China      | Australia  | Italia         |
| Hungría   | Brasil     | España     | Rumanía        |

## Fase preliminar
El primer equipo de cada grupo pasa directamente a los cuartos de final. Los equipos clasificados en segundo y tercer puesto tienen que disputar primero la clasificación a cuartos. Los equipos restantes juegan entre sí por los puestos 13 a 16.

### Grupo A
| Equipo    | J | G | E | P | GF | GC | DG  | PTS |
| --------- | - | - | - | - | -- | -- | --- | --- |
| Hungría   | 3 | 2 | 1 | 0 | 37 | 18 | +19 | 5   |
| Canadá    | 3 | 2 | 0 | 1 | 23 | 20 | +3  | 4   |
| Alemania  | 3 | 1 | 1 | 1 | 25 | 16 | +9  | 3   |
| Sudáfrica | 3 | 0 | 0 | 3 | 10 | 41 | -31 | 0   |

- Resultados

| Fecha | Hora¹ | Partido   | Partido | Partido  | Resultado |
| ----- | ----- | --------- | ------- | -------- | --------- |
| 20.07 | 09:30 | Sudáfrica | -       | Alemania | 4-14      |
| 20.07 | 10:50 | Canadá    | -       | Hungría  | 6-15      |
| 22.07 | 18:20 | Hungría   | -       | Alemania | 7-7       |
| 22.07 | 19:40 | Sudáfrica | -       | Canadá   | 1-12      |
| 24.07 | 13:30 | Sudáfrica | -       | Hungría  | 5-15      |
| 24.07 | 17:00 | Canadá    | -       | Alemania | 5-4       |

- (¹) –  Hora local de Italia (UTC+2)

### Grupo B
| Equipo     | J | G | E | P | GF | GC | DG  | PTS |
| ---------- | - | - | - | - | -- | -- | --- | --- |
| Croacia    | 3 | 3 | 0 | 0 | 37 | 12 | +25 | 6   |
| Montenegro | 3 | 2 | 0 | 1 | 38 | 20 | +18 | 4   |
| China      | 3 | 1 | 0 | 2 | 18 | 34 | -16 | 2   |
| Brasil     | 3 | 0 | 0 | 3 | 12 | 39 | -27 | 0   |

- Resultados

| Fecha | Hora¹ | Partido    | Partido | Partido | Resultado |
| ----- | ----- | ---------- | ------- | ------- | --------- |
| 20.07 | 12:10 | Montenegro | -       | China   | 14-4      |
| 20.07 | 13:30 | Croacia    | -       | Brasil  | 11-2      |
| 22.07 | 09:30 | Brasil     | -       | China   | 5-9       |
| 22.07 | 10:50 | Montenegro | -       | Croacia | 5-11      |
| 24.07 | 18:20 | Montenegro | -       | Brasil  | 19-5      |
| 24.07 | 19:40 | China      | -       | Croacia | 5-15      |

- (¹) –  Hora local de Italia (UTC+2)

### Grupo C
| Equipo     | J | G | E | P | GF | GC | DG  | PTS |
| ---------- | - | - | - | - | -- | -- | --- | --- |
| España     | 3 | 3 | 0 | 0 | 35 | 24 | +11 | 6   |
| Serbia     | 3 | 1 | 1 | 1 | 37 | 22 | +15 | 3   |
| Australia  | 3 | 1 | 1 | 1 | 32 | 28 | +4  | 3   |
| Kazajistán | 3 | 0 | 0 | 3 | 15 | 45 | -30 | 0   |

| Fecha | Hora¹ | Partido    | Partido | Partido   | Resultado |
| ----- | ----- | ---------- | ------- | --------- | --------- |
| 20.07 | 17:00 | Kazajistán | -       | Australia | 7-14      |
| 20.07 | 18:20 | Serbia     | -       | España    | 9-11      |
| 22.07 | 12:10 | España     | -       | Australia | 13-10     |
| 22.07 | 13:30 | Kazajistán | -       | Serbia    | 3-20      |
| 24.07 | 09:30 | Kazajistán | -       | España    | 5-11      |
| 24.07 | 10:50 | Serbia     | -       | Australia | 8-8       |

- (¹) –  Hora local de Italia (UTC+2)

### Grupo D
| Equipo         | J | G | E | P | GF | GC | DG  | PTS |
| -------------- | - | - | - | - | -- | -- | --- | --- |
| Estados Unidos | 3 | 3 | 0 | 0 | 29 | 19 | +10 | 6   |
| Rumanía        | 3 | 2 | 0 | 1 | 17 | 16 | +1  | 4   |
| Italia         | 3 | 1 | 0 | 2 | 25 | 20 | +8  | 3   |
| Macedonia      | 3 | 0 | 0 | 3 | 15 | 31 | -16 | 0   |

- Resultados

| Fecha | Hora¹ | Partido        | Partido | Partido   | Resultado |
| ----- | ----- | -------------- | ------- | --------- | --------- |
| 20.07 | 19:40 | Macedonia      | -       | Rumanía   | 4-6       |
| 20.07 | 21:00 | Estados Unidos | -       | Italia    | 9-8       |
| 22.07 | 17:00 | Estados Unidos | -       | Macedonia | 13-6      |
| 22.07 | 21:00 | Rumanía        | -       | Italia    | 6-5       |
| 24.07 | 12:10 | Estados Unidos | -       | Rumanía   | 7-5       |
| 24.07 | 21:00 | Macedonia      | -       | Italia    | 5-12      |

- (¹) –  Hora local de Italia (UTC+2)

## Fase final
|  | Clasif. a cuartos | Clasif. a cuartos |           |                | Cuartos de final | Cuartos de final |                |              | Semifinales  | Semifinales |  |  | Final       | Final       |
|  | 26 de julio       | 26 de julio       |           |                | 28 de julio      | 28 de julio      |                |              | 30 de julio  | 30 de julio |  |  | 1 de agosto | 1 de agosto |
|  |                   |                   |           |                |                  |                  |                |              |              |             |  |  |             |             |
|  |                   |                   |           |                |                  |                  |                |              |              |             |  |  |             |             |
|  |                   |                   |           |                |                  |                  |                |              |              |             |  |  |             |             |
|  | España            | 11                |           |                |                  |                  |                |              |              |             |  |  |             |             |
|  | España            | 11                | Canadá    | 9              |                  |                  |                |              |              |             |  |  |             |             |
|  |                   | Canadá            | Canadá    | 9              | 4                |                  |                |              |              |             |  |  |             |             |
|  | China             | Canadá            | 5         |                | 4                | España           | 7              |              |              |             |  |  |             |             |
|  | China             |                   | 5         |                |                  | España           | 7              |              |              |             |  |  |             |             |
|  |                   |                   |           | Estados Unidos | 6                |                  |                |              |              |             |  |  |             |             |
|  | Estados Unidos    | 8                 |           | Estados Unidos | 6                |                  |                |              |              |             |  |  |             |             |
|  | Estados Unidos    | 8                 | Alemania  | 9              |                  |                  |                |              |              |             |  |  |             |             |
|  |                   | Alemania          | Alemania  | 9              | 5                |                  |                |              |              |             |  |  |             |             |
|  | Montenegro        | Alemania          | 8         |                | 5                | España           | 13             |              |              |             |  |  |             |             |
|  | Montenegro        |                   | 8         |                |                  | España           | 13             |              |              |             |  |  |             |             |
|  |                   |                   |           | Serbia PEN     | 14               |                  |                |              |              |             |  |  |             |             |
|  | Croacia           | 7                 |           | Serbia PEN     | 14               |                  |                |              |              |             |  |  |             |             |
|  | Croacia           | 7                 | Australia | 5              |                  |                  |                |              |              |             |  |  |             |             |
|  |                   | Rumanía           | Australia | 5              | 5                |                  |                |              |              |             |  |  |             |             |
|  | Rumanía           | Rumanía           | 7         |                | 5                | Croacia          | 11             | Tercer lugar | Tercer lugar |             |  |  |             |             |
|  | Rumanía           |                   | 7         |                |                  | Croacia          | 11             | Tercer lugar | Tercer lugar |             |  |  |             |             |
|  |                   |                   |           | Serbia         | 12               |                  |                |              |              |             |  |  |             |             |
|  | Hungría           | 9                 |           | Serbia         | 12               |                  |                |              |              |             |  |  |             |             |
|  | Hungría           | 9                 | Serbia    | 7              |                  |                  | Estados Unidos | 6            |              |             |  |  |             |             |
|  |                   | Serbia            | Serbia    | 7              | 10               |                  | Estados Unidos | 6            |              |             |  |  |             |             |
|  | Italia            | Serbia            | 5         |                | 10               | Croacia          | 8              |              |              |             |  |  |             |             |
|  | Italia            |                   | 5         |                |                  | Croacia          | 8              |              |              |             |  |  |             |             |

### Clasificación a cuartos de final
| Fecha | Hora¹ | Partido   | Partido | Partido    | Resultado |
| ----- | ----- | --------- | ------- | ---------- | --------- |
| 26.07 | 11:40 | Canadá    | -       | China      | 9-5       |
| 26.07 | 15:30 | Alemania  | -       | Montenegro | 9-8 TE    |
| 26.07 | 16:50 | Australia | -       | Rumanía    | 5-7       |
| 26.07 | 21:00 | Serbia    | -       | Italia     | 7-5       |

- (¹) –  Hora local de Italia (UTC+2)

### Cuartos de final
| Fecha | Hora¹ | Partido        | Partido | Partido  | Resultado |
| ----- | ----- | -------------- | ------- | -------- | --------- |
| 28.07 | 14:00 | Hungría        | -       | Serbia   | 9-10 TE   |
| 28.07 | 15:20 | Estados Unidos | -       | Alemania | 8-5       |
| 28.07 | 16:40 | Croacia        | -       | Rumanía  | 7-5       |
| 28.07 | 21:00 | España         | -       | Canadá   | 11-4      |

- (¹) –  Hora local de Italia (UTC+2)

### Semifinales
| Fecha | Hora¹ | Partido | Partido | Partido        | Resultado |
| ----- | ----- | ------- | ------- | -------------- | --------- |
| 30.07 | 16:50 | Serbia  | -       | Croacia        | 12-11     |
| 30.07 | 21:00 | España  | -       | Estados Unidos | 7-6       |

- (¹) –  Hora local de Italia (UTC+2)

### Tercer lugar
| Fecha | Hora¹ | Partido | Partido | Partido        | Resultado |
| ----- | ----- | ------- | ------- | -------------- | --------- |
| 01.08 | 16:00 | Croacia | -       | Estados Unidos | 8-6       |

### Final
| Fecha | Hora¹ | Partido | Partido | Partido | Resultado |
| ----- | ----- | ------- | ------- | ------- | --------- |
| 01.08 | 21:00 | Serbia  | -       | España  | 14-13 PEN |

- (¹) –  Hora local de Italia (UTC+2)

## Medallero
|        |        |         |
| Serbia | España | Croacia |

## Estadísticas

### Clasificación general
| 1. Serbia         |
| 2. España         |
| 3. Croacia        |
| 4. Estados Unidos |
| 5. Hungría        |
| 6. Alemania       |
| 7. Rumanía        |
| 8. Canadá         |
| 9. Montenegro     |
| 10. Italia        |
| 11. Australia     |
| 12. China         |
| 13. Brasil        |
| 14. Macedonia     |
| 15. Sudáfrica     |
| 16. Kazajistán    |